# Michael Joe Cosgrave
Michael Joseph „Joe“ Cosgrave (* 9. März 1938 in Dublin; † 9. Januar 2022 ebenda) war ein irischer Politiker der Fine Gael. Er war von 1977 bis 1992 und von 1997 bis 2002 Teachta Dála (Abgeordneter) im Dáil Éireann.

## Biografie
Cosgrave studierte an der School of Management Studies in Rathmines und am University College Dublin. Er wurde erstmals bei den Wahlen zum Dáil Éireann 1977 im Wahlkreis Dublin Clontarf gewählt. Nach dem Neuzuschnitt der Wahlkreise trat er 1981 im Wahlkreis Dublin North-East an und konnte seinen Sitz verteidigen. Auch bei den Wahlen im Februar und im November 1982, 1987 und 1989 behielt er seinen Sitz. 1992 verlor er den Sitz knapp. Aber schon bei den Wahlen 1997 konnte er noch einmal in den Dáil zurückkehren. 2002 erhielt er dann aber nicht genügend Stimmen, um den Sitz zu halten. Cosgrave war 1999 bereits in den Fingal County Council für den Bereich Howth gewählt worden. Diesen Sitz konnte er 2004 noch einmal verteidigen.
Michael Joe Cosgrave war mit Mary verheiratet, mit der er vier Kinder hatte. Seine Tochter Niamh Cosgrave war ebenfalls politisch aktiv.